# Johann Christoph Koch (Jurist)
Johann Christoph Koch (* 1. März 1732 in Mengeringhausen; † 14. Januar 1808 in Gießen) war ein deutscher Rechtswissenschaftler und Hochschullehrer.

## Leben
Kochs frühe Ausbildung ist nicht bekannt. Er studierte Rechtswissenschaft an der Universität Jena und erlangte dort 1756 die Promotion zum Dr. iur. Daraufhin habilitierte er sich in Jena als Privatdozent des Rechts und lehrte fortan an der juristischen Fakultät. 1759 folgte er einem Ruf als ordentlicher Professor der Rechte an die Universität Gießen. An ihr blieb er seine ganze weitere Laufbahn und stieg nach und nach zur ersten Professur des Rechts auf, die er 1771 übertragen bekam.
Koch übernahm neben der Forschung und Lehre, in denen er einen hervorragenden Ruf genoss, 1764 das Amt des Universitätssyndikus, 1771 das Amt des Prokanzlers und schließlich 1782 das Amt des Universitätskanzlers. 1765 und 1769 war er Rektor der Universität. Außerdem wurde er 1763 zum Hofrat und zum 1772 Geheimrat ernannt.

## Werke (Auswahl)
- De successione ab intestato in suas classes nova methodo redacta, Jena 1757.
- Neuer Aufschluß über die Stellen des Westphälischen Friedens welche die Mediat-Klöster und deren Güter und Gefälle betreffen, Krieger, Gießen 1783.
- Gedanken von der Gerichtsbarkeit der Universitäten in realibus, Gießen 1766.
- Anfangsgründe des peinlichen Rechts, Gießen 1790.
- Belehrung über Mündigkeit zum Testiren, Civilzeit. Computation und Schalttag, Gießen 1796.